# Václav Bolemír Nebeský
Václav Bolemír Nebeský (ur. 18 sierpnia 1818, zm. 17 sierpnia 1882) – czeski poeta, tłumacz, filolog klasyczny, działacz społeczny i polityczny.

## Życiorys
Nebeský urodził się w majątku Nový Dvůr koło Kokořína. Ukończył gimnazjum w Litoměřicach, skąd wyniósł znajomość łaciny i greki. Potem studiował na niemieckim wówczas Uniwersytecie Karola. Po studiach cztery lata spędził w Wiedniu, gdzie pracował jako prywatny nauczyciel. 
Zawód wychowawcy wykonywał również po powrocie do Pragi. W czeskiej metropolii obracał się w środowisku działaczy odrodzeniowych. Wśród jego znajomych byli między innymi Josef Kajetán Tyl, Karel Jaromír Erben,
Karel Havlíček Borovský. Bliskie, prywatne relacje łączyły go również z pisarką Boženą Němcovą.
W latach 1848–1849 był posłem austriackiego Parlamentu.
W 1849 roku habilitował się w zakresie filologii klasycznej. Wykładowcą uniwersyteckim jednak nie został.
w 1851 roku został sekretarzem i skarbnikiem Muzeum Czeskiego.
Działał też w Macierzy Czeskiej.
Václav Bolemír Nebeský zmarł w Pradze w wieku 64 lat.

## Twórczość poetycka
Václav Bolemír Nebeský uchodzi po Karel Hynek Mácha za najbardziej romantycznego poetę czeskiego. Dla nas pozostaje on przede wszystkim autorem poematu 
Protichůdci (Antypodzi) z roku 1844. Bohaterem utworu jest Ahaswer, Żyd Wieczny Tułacz, skazany na tułaczkę po świecie i usilnie pragnący śmierci.
Ahasver tu kráčí; jak ji zočí,
pozná, že smrt blízko něho jede,
na koně a hroznou ženu skočí,
jako lev se na kořist svou vrhne,
obejme ji, krutý zápas vede,
nechce smrt již pustit ze svých rukou.
Ta se vymkne, z loktů mu vytrhne,
letí dál, a on zas stojí sám
se svou žízní smrti, se svou mukou.
W warstwie światopoglądowej poematu można rozpoznać wpływ filozofii Hegla.

## Działalność przekładowa
Nebeský tłumaczył z greckiego i łaciny. Przekładał między innymi dzieła Ajschylosa, Arystofanesa, Terencjusza i Plauta.